# Bukaniri
Bukaniri (eng. Buccaneers) su bili lovci iz 17. stoljeća koji su živjeli na otocima Kariba iliti Zapadne Indije kako se još uvijek nazivaju. Najbrojniji su bili na otoku Hispaniola a kasnije na otoku Tortuga. 

## Povijest
Bukaniri su potjecali od prognanika različitih nacionalnosti iz Europe. Najvećim dijelom su bili Englezi i Francuzi te u manjem broju Nizozemci. Među njima je bilo i odbjeglih robova te bivših robijaša.
Živjeli su od lova na divljač čije bi meso kasnije dimili na vatrama zvanima boucan odakle je došao i njihov naziv. To meso bi kasnije prodavali brodovima u prolazu. Postupak pripremanja mesa su naučili od domorodaca. To meso je imalo svjetlo crvenu boju i primamljiv miris, prodavalo se po visokoj cijeni i lako razmjenjivalo za sve vrste robe. Neki od njih su se bavili i uzgojem duhana.
Bukaniri su nosili karakterističnu odjeću onog vremena, košulju i hlače od grubog platna, čizme od svinjske kože, kožni opasač i kapu. Bili su dobro naoružani; svaki bukanir je imao kratku sablju, nekoliko noževa i dugu pušku kremenjaču. Živjeli su u grupama od najviše šest do osam ljudi i nisu priznavali drugu vlast osim osim međusobno zaključenih sporazuma.
Španjolci na Karibima nisu trpjeli zajednice koje nisu priznavale njihovu vlast. Zato su od 1620. nastojali uništiti bukanire. Ovi su na to uzvratili napadima na španjolske brodove. Bukaniri su se pokazali kao dobri borci i zadali su španjolskim kolonijalnim vlastima mnogo muka. Od bukanira su velikim dijelom nastali pirati na Karibima. Piratski i gusarski kapetani su rado na brodove primali bukanire jer su bili izvrsni strijelci. Bukaniri i pirati su se međusobno nazivali Brethren of the Coast (eng. Obalna braća).
Oko 1639. na Tortugi nastaje velika bukanirska zajednica koja je vrlo brzo postala trn u oku španjolskim kolonijalnim vlastima. Rastu broja bukanira uvelike je doprinijelo povećanje stanovništva u svim kolonijama Novog svijeta. Francuska zapadnoindijska kompanija je 1665. postavila Bertranda d'Ogerona za guvernera na otoku. D'Ogeron je na otoku preuzeo vlast u ime Francuske, te tamošnjim piratima i bukanirima dijelio Letter of Marque, ovlaštenje za zakonite gusarske napade na španjolsko brodovlje. Vrijeme bukanira trajalo je od 1625. do 1685. godine. Zbog velike sličnosti između bukanira i pirata riječ bukanir se tijekom 17. stoljeća upotrijebljavala u istom smislu kao i riječ pirat. Piratstvo je na Tortugi zakonom zabranjeno 1713. godine.